# 愛丁堡大學舊學院

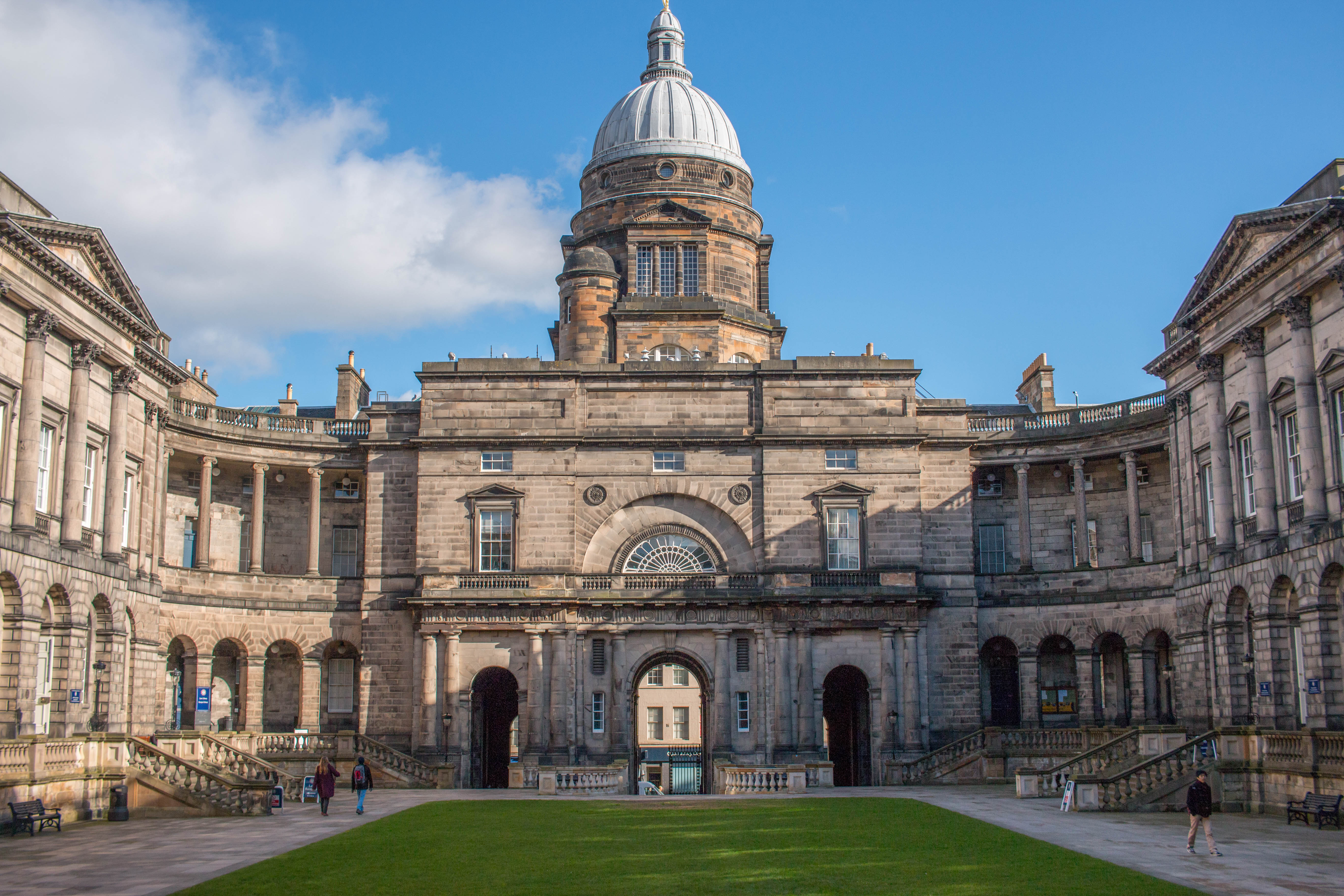

老學院（英語：Old College）是位於蘇格蘭愛丁堡南橋附近的一座建築物，現在屬愛丁堡大學所有，愛丁堡大學法學院就位於這座建築之內。老學院由羅伯特·亞當設計，始建於1789年，現在已成為愛丁堡大學的象徵性建築之一。

## 外部連結
- University of Edinburgh （页面存档备份，存于）
- Edinburgh Law School （页面存档备份，存于）
- Talbot Rice Gallery （页面存档备份，存于）
- .   [18 March 2012]. （原始内容存档于2013-07-21）.
- .   [18 March 2012]. （原始内容存档于2009-07-24）.
- .   [18 March 2012]. （原始内容存档于2012年5月12日）.

55°56′50.6″N 3°11′13.9″W / 55.947389°N 3.187194°W